# Lucas Assadi
Lucas Humberto Assadi Reygadas (ur. 8 stycznia 2004 w Puente Alto) – chilijski piłkarz pochodzenia palestyńskiego występujący na pozycji ofensywnego pomocnika lub skrzydłowego, reprezentant Chile, od 2021 roku zawodnik Universidadu de Chile.